# Pranzo di nozze
Pranzo di nozze (The Catered Affair) è un film del 1956 diretto da Richard Brooks. 

## Trama
Agnes (Aggie) Hurley è una matura casalinga del Bronx, insoddisfatta da una vita di continui sacrifici. Suo marito Tom è un conducente di taxi che lavora per una grande compagnia, ma che sta accumulando risparmi per poter comprare una licenza e mettersi in proprio. La figlia Jane è fidanzata con Ralph, un insegnante di famiglia più agiata, e Aggie sente che è arrivato il momento del riscatto: per sua figlia desidera il meglio che lei non ha potuto permettersi, innanzitutto una festa di nozze di grande effetto, con tutto lo sfarzo possibile. Nonostante Jane abbia manifestato il suo desiderio di una cerimonia intima, con pochi invitati, la madre comincia a fare progetti e a parlarne con le vicine di casa, destando il solito vespaio di pettegolezzi. La situazione peggiora quando i genitori di Ralph vengono a cena per conoscere la famiglia e cominciano a raccontare dei pranzi di nozze degli altri figli e della loro felice situazione economica.
Tom non è d'accordo, consapevole di non poter affrontare la spesa, e Jane è disperata per il conflitto che si è venuto a creare, anche per il disappunto dello zio Jack, che pur convivendo con la famiglia, viene costretto a non partecipare alla festa di nozze per ridurre i costi. Agnes fa i conti e stima che il costo della cerimonia non superi i 2000 dollari, ma Tom obietta che è la metà di tutto quello che ha risparmiato in dodici anni per il taxi. 
Quando Agnes aggiunge che per i figli maschi hanno speso di più (uno dei due è poi morto nella Guerra di Corea), ottiene finalmente il consenso e va a discutere con il direttore dell'hotel: parla di 200 invitati, 100 da parte di ciascuno dei due sposi; ma dalla parte di Ralph arriva la notizia che sono già 186 e la coppia finisce per litigare violentemente. Questa volta la figlia interviene fermamente: il matrimonio avrà luogo come previsto, ma con una cerimonia molto ristretta. Agnes si rende conto che la pace in famiglia è più importante di una costosa cerimonia. Tom può finalmente comprare la licenza e farsi una vettura nuova.

## Produzione
Il film è sceneggiato da Gore Vidal a partire da un lavoro originale televisivo di Paddy Chayefsky. Come in molti altri lavori di Chayefsky, protagonista è la gente comune con le sue piccole ma spesso profonde crisi, che poi arriva a soluzioni ragionevoli anche se non sempre felici; di qui è scattato il paragone, sulla stampa italiana, con il cinema neorealista.
Che il cast dovesse prevedere Ernest Borgnine, dopo il recente successo di Marty, era scontato. Nel ruolo di Ralph, in un primo momento era stato scritturato Leslie Nielsen. Tra gli interpreti, anche Barry Fitzgerald nella parte dello zio. Debbie Reynolds non ricordava con piacere la lavorazione di questo film, in quanto il regista Richard Brooks, per farla entrare nella parte, arrivò a schiaffeggiarla e dovette essere trattenuto da un assistente. La Davis era al suo primo film con la Metro-Goldwyn-Mayer e, per entrare nel ruolo di casalinga sciatta, le avevano fatto indossare abiti goffi corretti qua e là con imbottiture, una parrucca trasandata e delle scarpe deformate, a voler imitare l'interpretazione che Thelma Ritter aveva dato del personaggio in televisione, ma molte riviste dell'epoca la definirono come "decisamente fuori ruolo".
Le riprese si svolsero dal 15 dicembre 1955 al 16 gennaio 1956 e gli esterni furono girati nei luoghi reali, nel quartiere del Bronx. Il film esordì nelle sale a New York il 14 giugno 1956 e arrivò in Italia il 17 ottobre dello stesso anno.

## Riconoscimenti
Nel 1956 il National Board of Review of Motion Pictures l'ha inserito nella lista dei migliori dieci film dell'anno.